# Djurgårdens IF Fotboll 1946/1947
Djurgårdens IF Fotboll, spelade 1946/1947 i Allsvenskan, man kom på 9:e plats.
Med ett hemmapubliksnitt på 16413 blev Nils Cederborg lagets bäste målskytt med 14 mål och på andra plats kom Sixten Sandberg med 5 mål.